# Маркини, Либеро
Либеро Маркини (итал. Libero Marchini, 31 октября 1914, Кастельнуово-Магра, Италия — 1 ноября 2003, Триест, Италия) — итальянский футболист, полузащитник. Прежде всего известный по выступлениям за клуб «Луккезе-Либертас», а также национальную сборную Италии.

## Клубная карьера
Во взрослом футболе дебютировал в 1931 году выступлениями за команду клуба «Каррарезе», в которой провёл два сезона, приняв участие в 50 матчах чемпионата.
С 1933 по 1937 год играл в составе команд клубов «Фиорентина», «Дженова 1893» и «Луккезе-Либертас».
Своей игрой за последнюю команду привлёк внимание представителей тренерского штаба клуба «Лацио», к составу которого присоединился в 1937 году. Сыграл за «бело-голубых» следующие два сезона своей игровой карьеры, хотя в состав команды попадал нерегулярно.
В течение 1939—1941 годов защищал цвета клубов «Торино» и, снова, «Луккезе-Либертас».
Завершил профессиональную игровую карьеру в нижнелиговом клубе «Каррарезе», в составе которого в своё время начинал выступления на футбольном поле. Пришёл в команду в 1941 году и защищал её цвета до 1943 года.
Умер 1 ноября 2003 года на 90-м году жизни в городе Триесте.

## Выступления за сборную
В 1936 году дебютировал в официальных матчах в составе национальной сборной Италии. В течение карьеры в национальной команде, которая длилась всего один год, провёл в форме главной команды страны 5 матчей.
В составе сборной был участником футбольного турнира на Олимпийских играх 1936 года в Берлине и получил титул олимпийского чемпиона.

## Титулы и достижения
- Олимпийский чемпион (1): 1936